# Michael Berrer
Michael Berrer (* 1. červenec 1980 ve Stuttgartu, Německo) je současný německý profesionální tenista.
 Ve své dosavadní kariéře vyhrál zatím 1 turnaj ATP World Tour ve čtyřhře.

## Finálové účasti na turnajích ATP World Tour (4)

### Dvouhra - prohry (1)
| Legenda                                                       |
| ATP International Series Gold / ATP World Tour 500 Series (0) |
| ATP International Series / ATP World Tour 250 Series (1)      |

| Č. | Datum        | Turnaj             | Povrch    | Vítěz       | Výsledek         |
| 1. | 7. únor 2010 | Záhřeb, Chorvatsko | tvrdý (h) | Marin Čilić | 6-4, 6-7(5), 6-3 |

### Čtyřhra - výhry (1)
| Legenda                                                  |
| ATP International Series / ATP World Tour 250 Series (1) |

| Č. | Datum          | Turnaj           | Povrch | Partner          | Soupeři ve finále         | Výsledek       |
| 1. | 4. květen 2008 | Mnichov, Německo | antuka | Rainer Schüttler | Scott Lipsky David Martin | 7–5, 3–6, 10–8 |

### Čtyřhra - prohry (2)
| Legenda                                                       |
| ATP International Series Gold / ATP World Tour 500 Series (1) |
| ATP International Series / ATP World Tour 250 Series (1)      |

| Č. | Datum             | Turnaj             | Povrch | Partner         | Vítězové                              | Výsledek |
| 1. | 17. září 2006     | Peking, Čína       | tvrdý  | Kenneth Carlsen | Mario Ančić Mahesh Bhupathi           | 6-4, 6-3 |
| 2. | 13. červenec 2008 | Stuttgart, Německo | antuka | Mischa Zverev   | Philipp Kohlschreiber Christopher Kas | 6-3, 6-4 |

## Davisův pohár
Michael Berrer se zúčastnil 2 zápasů v Davisově poháru za tým Německa s bilancí 0-2 ve dvouhře.

## Postavení na žebříčku ATP na konci sezóny

### Dvouhra
| Rok    | 1998 | 1999   | 2000   | 2001   | 2002   | 2003   | 2004   | 2005   | 2006   | 2007  | 2008   | 2009  |
| Pořadí | 881. | ▲ 639. | ▲ 624. | ▲ 504. | ▲ 341. | ▲ 329. | ▲ 228. | ▲ 127. | ▼ 153. | ▲ 57. | ▼ 133. | ▲ 74. |

### Čtyřhra
| Rok    | 1998  | 1999   | 2000    | 2001   | 2002    | 2003   | 2004   | 2005   | 2006   | 2007   | 2008   | 2009   |
| Pořadí | 1117. | ▲ 766. | ▼ 1087. | ▲ 909. | ▼ 1059. | ▲ 666. | ▲ 283. | ▼ 570. | ▲ 396. | ▲ 222. | ▲ 144. | ▼ 460. |